# 雷斯·拉扎罗维茨
雷斯·拉扎罗维茨（英語：Les Lazarowitz，1941年10月2日—2017年1月6日）美国音频工程师。他曾2次提名奥斯卡最佳音响效果奖。2017年1月6日拉扎罗维茨因癌症于佛罗里达州，享年75岁。

## 部分影视作品
- 愤怒的公牛 (1980)[2]
- 窈窕淑男 (1982)[3]